# Dębołęka (Poméranie-Occidentale)
Dębołęka' est un village de Pologne, situé dans la gmina de Wałcz, dans le powiat de Wałcz, dans la voïvodie de Poméranie-Occidentale.

## Histoire
De 1772 à 1945, Dammlang fait partie de l'arrondissement de Deutsch Krone, dans le district de Marienwerder au sein de la province de Prusse-Occidentale